# Йези
Йези (на италиански: Jesi) е град в източната част на Централна Италия.

## География
Град Йези е в провинция Анкона на област (регион) Марке. Разположен в долината на река Езино, на 16 km от брега на Адриатическо море. Население 40 502 жители към 31 юли 2004 г.

## Спорт
Представителният футболен отбор на града носи името Йезина Калчо.

## Личности родени в Йези
- Валентина Вецали (р. 1974), фехтовачка
- Роберто Манчини (р. 1964), футболист и футболен треньор
- Валерия Мориконе (1931 – 2005), киноактриса
- Джовани Батиста Перголези (1710 – 1736), композитор, цигулар и органист
- Рафаел Сабатини (1875 – 1950), писател
- Джована Трилини (р. 1970), фехтовачка
- Микеле Скарпони (1979 – 2017), колоездач

## Побратимени градове
- Вайблинген, Германия, от 1996 г.
- Галац, Румъния, от 2003 г.
- Девизес, Англия
- Клуж-Напока, Румъния
- Майен, Франция, от 2001 г.